# Common Intermediate Format
CIF (Common Intermediate Format або Загальний формат обміну), також відомий як FCIF (Full Common Intermediate Format), це формат, що має на меті стандартизувати горизонтальну і вертикальну роздільну здатність в пікселях для послідовностей YCbCr в відео сигналах, що зазвичай використовуються в системах відое телеконференцій. Вперше він був запропонований в стандарті H.261.
CIF був розроблений для спрощення конвертування в стандарти PAL або NTSC. CIF задає відеопослідовність із роздільною здатністю 352 × 288 як для PAL SIF, частоту кадрів в 30000/1001 (приблизно 29.97) кадрів на секунду як для NTSC, із кодуванням кольору YCbCr 4:2:0.
QCIF означає "Quarter CIF" ("Чверть CIF"). Займає чверть площі, як свідчить частина назви "quarter", висота і ширина кадру ділиться навпіл.
Також використовуються терміни SQCIF (Sub Quarter CIF, іноді subQCIF), 4CIF (4× CIF) і 16CIF (16× CIF). Роздільна здатність всіх цих форматів підсумована в таблиці.
| Формат         | Роздільна здатність |
| -------------- | ------------------- |
| SQCIF          | 128 × 96            |
| QCIF           | 176 × 144           |
| SCIF           | 256 x 192           |
| SIF(525)       | 352 x 240           |
| CIF/SIF(625)   | 352 × 288           |
| 4SCIF          | 512 × 384           |
| 4SIF(525)      | 704 x 480           |
| 4CIF/4SIF(625) | 704 × 576           |
| 16CIF          | 1408 × 1152         |
| DCIF           | 528 × 384           |

xCIF пікселі не квадратні, а замість того мають нативне співвідношення сторін ~1.222:1. В ранніх телевізійних системах, співвідношення сторін пікселя в 1.2:1 було стандартом для 525-рядкових систем (див CCIR 601). На дисплеях з квадратними пікселями (комп’ютерних моніторах, сучасних телевізорах) xCIF растри треба масштабувати по горизонталі на ~109% до формату 4:3, щоб уникнути "розтягування": вміст CIF розтягується по горизонталі на ~109% і в результаті отримується растр 4:3 з 384 × 288 квадратних пікселів.
Розміри зображень CIF були спеціально вибрані такими, щоб бути кратними макроблокам (тобто 16 × 16 пікселям) відповідно до того як працює базовий алгоритм компресії/декомпресії відео - дискретне косинусне перетворення. Тому, наприклад, розмір зображення CIF (352 × 288) відповідає 22 × 18 макроблокам.